# Robert Schauer

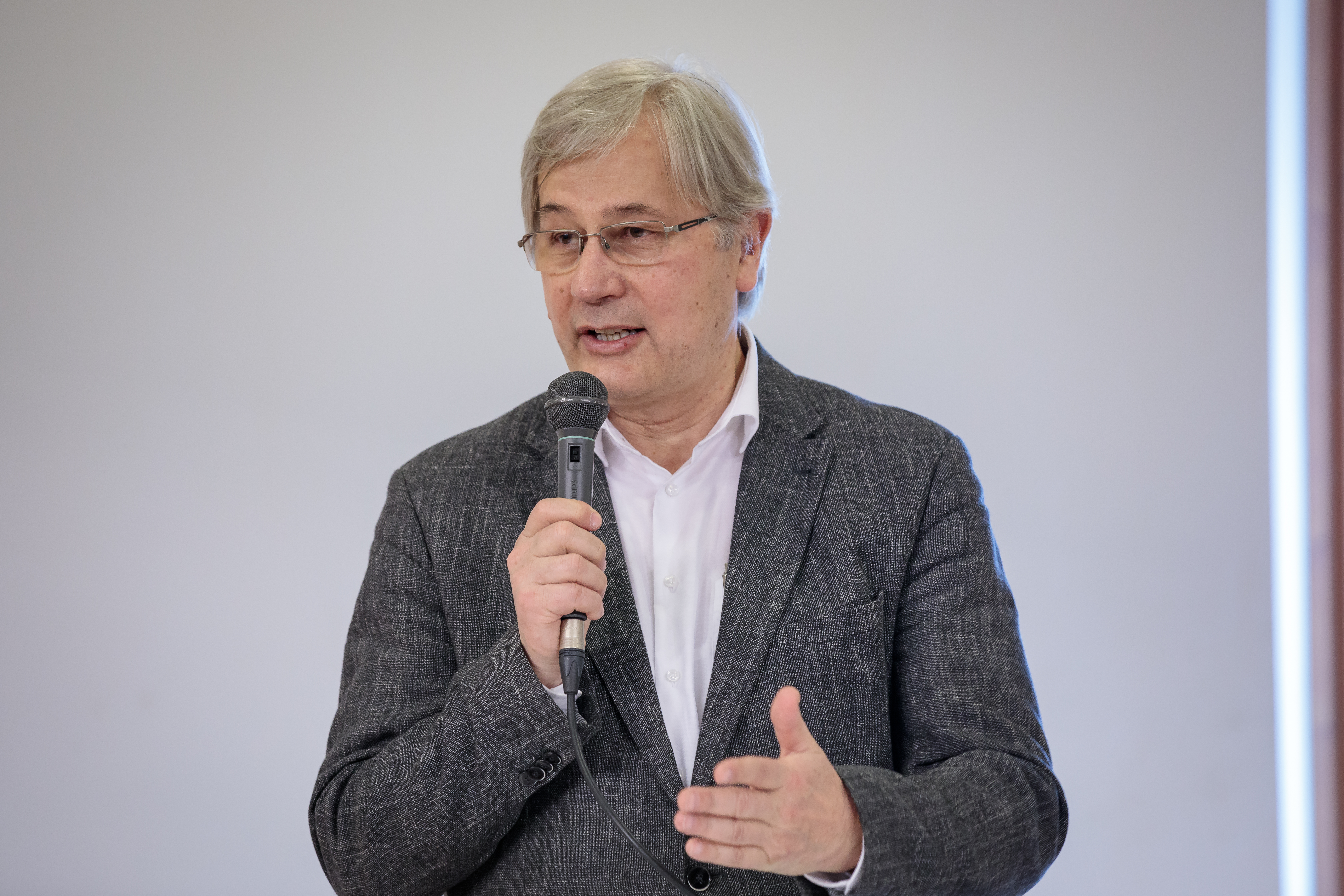
Robert Schauer (2019)

Hans-Robert Schauer (* 27. August 1953 in Graz) ist ein österreichischer Bergsteiger und Filmemacher. Er gründete im Jahr 1986 das Internationale Berg- und Abenteuer-Filmfestival Graz, das aktuell als Mountainfilm International Filmfestival Graz firmiert.

## Leben
Schon während seiner Schulzeit entwickelte sich Robert Schauers Leidenschaft für die Berge. Dabei waren Bücher über Bergthemen und alpine Magazine Auslöser und Transporteure dieser Leidenschaft. Zunächst sah es nicht nach einer Bergsteigerkarriere aus: Als zehnjähriger Junge litt er unter chronischen Lungenbeschwerden, die ihn häufig in die Lungenheilanstalt Stolzalpe bei Murau führten. Dabei blieb die Diagnose unklar, chronisches Bronchialasthma oder Tuberkulose sollten die Ursachen sein. Langjährige Therapien führten schließlich zum Heilungserfolg.
Nach seiner Schulzeit absolvierte er bei seinem Vater Josef Schauer, einem Glaser- und Spenglermeister in Graz, eine Lehre als Spengler. Später nahm er ein Medizinstudium auf, das er aber 1981 abbrach, um sich als Profibergsteiger zu verdingen. Seine Bergfahrten finanzierte er durch Vorträge und als Werbeträger. Seit der Everestbesteigung 1978 arbeitete Schauer immer wieder als Kameramann für Bergfilme. 1986 gründete er das inzwischen jährliche Internationale Berg- & Abenteuerfilmfestival Graz, das er leitet und das 2021 seine 35. Auflage feierte. 1987 gründete er die Robert Schauer Filmproduktions GesmbH und produzierte seither zahlreiche Bergfilme, Fernsehbeiträge sowie Industriefilme.

## Leistungen
Robert Schauer bestieg unter anderem fünf Achttausender und war 1978 der erste Österreicher auf dem Gipfel des Mount Everest, den er insgesamt drei Mal bestieg. Herausragend war die Erstdurchsteigung der steilen Westwand des Gasherbrum IV mit dem Polen Wojciech Kurtyka im Alpinstil 1985.
Schauers erste Teilnahme an einer Expedition zu den höchsten Bergen der Welt führte ihn 1974 ins Hispar Muztagh im Karakorum. Unter der Leitung von Alois Furtner versuchte die Mannschaft – zu der, nebst Schauer, auch Georg Bachler, Hilmar Sturm, Hias Schreder und Sepp Portenkirchner gehörten –, den Pumari Chhish erstzubesteigen, leider erfolglos. Folglich wandte man sich einem ebenfalls unbestiegenen und bislang namenlosen Sechstausender zu (ca. 6500 m), der am 11. August von Sturm, Portenkirchner, Schreder und Schauer bezwungen wurde. Im Anschluss tauften sie den Berg Skirish Sar, zu deutsch etwa Schneetaubenspitze.
Im Jahr darauf nahm er an der österreichischen Karakorum-Expedition zum Gasherbrum I (8080 m) teil. Obwohl Leiter Hanns Schell nur eine Genehmigung für den benachbarten Baltoro Kangri erhalten hatte, konnten sie Reinhold Messner und Peter Habeler überreden, deren Genehmigung für den Hidden Peak mitbenutzen zu dürfen; beide Mannschaften agierten jedoch unabhängig voneinander. Während Messner und Habeler die zweite Besteigung des Berges über die Nordwestwand im Alpinstil durchführten, erreichten Schauer, Schell und Herbert Zefferer den Gipfel am 11. August – einen Tag nach Messner und Habeler – auf dem Weg der Erstbesteiger. Während der Expedition gelang außerdem am 4. August die Erstbesteigung des Urdok I.
Eine ebenfalls von Hanns Schell geleitete Expedition eröffnete 1976 die sogenannte Schell-Route am Nanga Parbat (8125 m): Über den Südwest-Grat (Mazeno-Kamm) erreichte Schauer den Gipfel am 11. August zusammen mit Hanns Schell, Hilmar Sturm und Siegfried Gimpel.
1977 war Schauer erneut mit Hanns Schell unterwegs, diesmal im Nun-Kun-Massiv im indischen Himalaya (Ladakh). Nebst diesen beiden standen auch Karl Hub, Gerhard Pressel und Schells Frau Lilo auf dem Gipfel des 7077 m hohen Kun; auf die ursprünglich geplante Traverse zum 58 Meter höheren Nun wurde verzichtet.

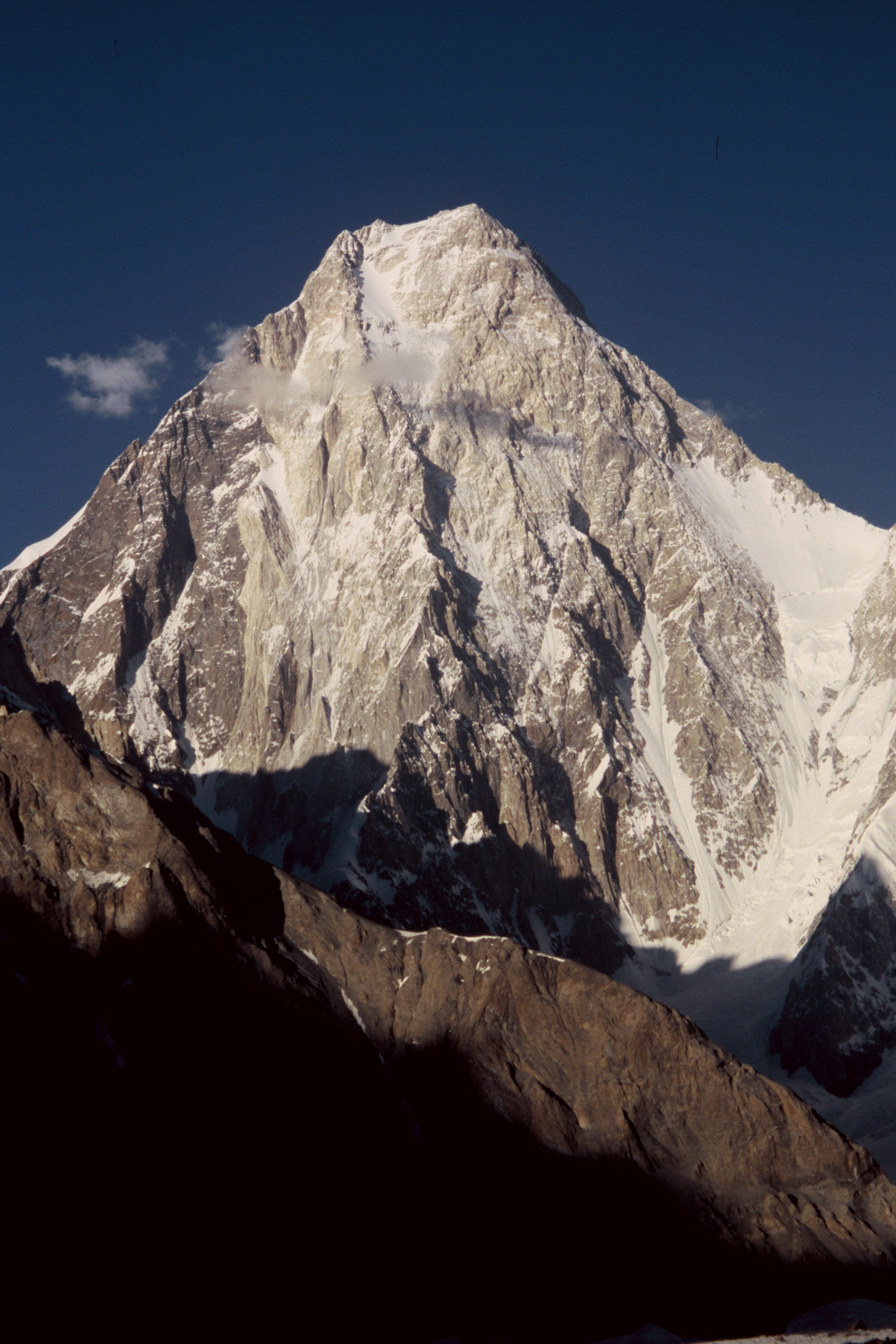
Die Westwand des Gasherbrum IV. Robert Schauer und Wojciech Kurtyka gelang 1985 die Erstdurchsteigung.

1978 reiste Robert Schauer mit einer von Wolfgang Nairz geleiteten Expedition zum höchsten Berg der Erde. Die Besteigung des Mount Everest gelang Schauer als Teil der ersten Seilschaft am 3. Mai zusammen mit Horst Bergmann, Expeditionsleiter Nairz und dem Sherpa Ang Phu. Angespornt von zwei anderen Teilnehmern der Expedition wollte der damals 24-jährige Schauer versuchen, den Everest so weit wie möglich ohne Flaschensauerstoff zu besteigen. Ab etwa 8000 m hielt er zusätzlichen Sauerstoff jedoch für unverzichtbar. Zwei anderen Expeditionsmitgliedern, konkret der Seilschaft Reinhold Messner und Peter Habeler, gelang fünf Tage später die erste Besteigung des höchsten Berges der Erde ohne Sauerstoffmaske. Im Gegensatz zu Schauer waren Messner und Habeler jedoch ausdrücklich mit dieser Absicht zum Everest gereist. Nach der Besteigung äußerte R. Schauer im Basislager sein Interesse an der Gasherbrum-Wand, die er für attraktiver hielt als den benachbarten K2.
Für das folgende Jahr (1979) wurde R. Schauer von Reinhold Messner zu dessen K2-Expedition eingeladen. Während Messner und Michl Dacher den Gipfel erreichten, blieb allen anderen Expeditionsmitgliedern der Erfolg versagt, wegen schlechten Wetters.
1981 bestieg Schauer den fünfthöchsten Berg der Erde, den 8485 m hohen Makalu, ohne Flaschensauerstoff und ab dem Makalu-La (7400 m) im Alleingang.
Seine Reise ins Annapurna Himal endete im April 1983 tragisch. Nachdem sein Begleiter Klaus Schlamberger zu Tode gestürzt war, brach Schauer den Besteigungsversuch der Annapurna II ab. Schauer hatte eine Höhe von 7450 m erreicht.
1984 bestieg Schauer den Broad Peak (8051 m), seinen fünften Achttausender. Schauer war als Kameramann für das ZDF in den Karakorum gereist und filmte seine Besteigung für einen Expeditionsfilm.
Die Winterdurchsteigung der Eiger-Nordwand Anfang 1985 galt als Training für die Durchsteigung der Westwand des Gasherbrum IV (7932 m), die bis dahin als unbesteigbar galt. Robert Schauer und Wojciech Kurtyka gelang die Durchsteigung der 2500 m hohen Steilwand im Alpinstil. Diese Route wurde bis dato nicht wiederholt. Nach zehn (!) Tagen in der Wand – teils bei stürmischem Wetter – erreichten sie am 20. Juli den Gipfelgrat. Aufgrund von Hunger, Durst und Erschöpfung verzichteten sie auf die Traverse zum Hauptgipfel und begannen unmittelbar mit dem Abstieg über den Nordwestgrat, der weitere drei Tage dauerte. Ein anschließender Besteigungsversuch des K2, einem Nachbarn der Gasherbrum-Gruppe, scheiterte auf etwa 8000 m Höhe erneut an den widrigen Wetterbedingungen am Berg.
Den ersten Auftrag zu einer selbständigen Filmproduktion erhielt er 1987 von ITN London. Ein britisches Team wollte den Everest über den Nordostgrat besteigen. Das Vorhaben scheiterte am schlechten Wetter, Schauer erreichte eine Höhe von etwa 8000 m.
1996 bestieg Schauer zum zweiten Mal den Mount Everest. Diesmal als Mitglied des von David Breashears geleiteten Filmteams, das den IMAX-Film Everest – Gipfel ohne Gnade drehte. Schauer war Kameramann des Gipfelteams. Der Film behandelt ungewollter Weise das Unglück am Mount Everest (1996), die Filmarbeiten wurden jedoch unterbrochen, um dabei in Bergnot geratenen Alpinisten zu helfen.
Im Jahr 2000 arbeitete Schauer erneut mit Breashears zusammen, diesmal bestieg er als Kameramann im Rahmen der Dreharbeiten zum IMAX-Film Kilimanjaro: To the Roof of Africa den höchsten Berg Afrikas.
2004 stand Schauer schließlich zum dritten Mal auf dem höchsten Berg der Welt und filmte dort mit einer 35-mm-Kamera für die Produktionsfirma Working Title. Geplant war ein Film über die Ereignisse vom Sommer 1996 in Anlehnung an das Buch In eisige Höhen von Jon Krakauer. Im Film sollten die dramatischen Szenen während des damaligen Schneesturms mit Schauspielern nachgespielt werden, die jedoch aus Sicherheits- und Kostengründen in den Alpen oder in Neuseeland gedreht werden sollten. Das Filmteam am Everest, zu dem mit Schauer, Breashears und den Profibergsteigern Ed Viesturs und Veikka Gustafsson Mitglieder des IMAX-Filmteams von 1996 gehörten, drehte (als Second unit) authentisches Bildmaterial vor Ort, das zu den Spielszenen des Films geschnitten werden sollte. Regisseur Stephen Daldry war während der Dreharbeiten im Basislager. Das ursprüngliche Konzept des Films wurde schließlich nicht realisiert, Breashears nutzte das Bildmaterial jedoch um eine Dokumentation zehn Jahre nach der Tragödie zu produzieren, in der damalige Überlebende und Augenzeugen zu Wort kommen. Remnants of Everest – The 1996 Tragedy lief schließlich auf dem von Schauer geleiteten Berg- und Abenteuerfilmfestival Graz, allerdings außer Konkurrenz.